# Ly Hue Tong
Lý Huệ Tông var en vietnamesisk kejsare mellan 1211 och 1224. Han gifte sig med en kvinna från klanen Tran som därmed fick ett ökat inflytande. Lý Huệ Tông blev psykiskt sjuk och avstod tronen för sin dotter Lý Chiêu Hoàng och flyttade till ett kloster där han senare begick självmord efter att Trandynastin visade att de ville se honom död. 